# Comuna Cornereva, Caraș-Severin
Cornereva (în maghiară: Somosréve, în germană: Korniarewa) este o comună în județul Caraș-Severin, Banat, România, formată din satele Arsuri, Bogâltin, Bojia, Borugi, Camena, Cireșel, Cornereva (reședința), Costiș, Cozia, Cracu Mare, Cracu Teiului, Dobraia, Dolina, Gruni, Hora Mare, Hora Mică, Ineleț, Izvor, Lunca Florii, Lunca Zaicii, Mesteacăn, Negiudin, Obița, Pogara, Pogara de Sus, Poiana Lungă, Prisăcina, Prislop, Ruștin, Scărișoara, Strugasca, Studena, Sub Crâng, Sub Plai, Topla, Țațu, Zănogi, Zbegu, Zmogotin și Zoina. Cuprinde 40 de sate.

## Demografie
Componența etnică a comunei Cornereva
     Români (97,19%)
     Alte etnii (0%)
     Necunoscută (2,81%)
Componența confesională a comunei Cornereva
     Ortodocși (97,04%)
     Alte religii (0,07%)
     Necunoscută (2,88%)
Conform recensământului efectuat în 2021, populația comunei Cornereva se ridică la 2.707 locuitori, în scădere față de recensământul anterior din 2011, când fuseseră înregistrați 3.190 de locuitori. Majoritatea locuitorilor sunt români (97,19%), iar pentru 2,81% nu se cunoaște apartenența etnică. Din punct de vedere confesional, majoritatea locuitorilor sunt ortodocși (97,04%), iar pentru 2,88% nu se cunoaște apartenența confesională.

## Politică și administrație
Comuna Cornereva este administrată de un primar și un consiliu local compus din 11 consilieri. Primarul, Nicolae Novăcescu[*], de la Partidul Social Democrat, este în funcție din 2012. Începând cu alegerile locale din 2024, consiliul local are următoarea componență pe partide politice:
|  | Partid                    | Consilieri | Componența Consiliului | Componența Consiliului | Componența Consiliului | Componența Consiliului | Componența Consiliului | Componența Consiliului | Componența Consiliului | Componența Consiliului |
|  | ------------------------- | ---------- | ---------------------- | ---------------------- | ---------------------- | ---------------------- | ---------------------- | ---------------------- | ---------------------- | ---------------------- |
|  | Partidul Social Democrat  | 8          |                        |                        |                        |                        |                        |                        |                        |                        |
|  | Partidul Național Liberal | 2          |                        |                        |                        |                        |                        |                        |                        |                        |
|  | Forța Dreptei             | 1          |                        |                        |                        |                        |                        |                        |                        |                        |

## Atracții turistice
- Mori de apă, monumente istorice secolul al XX-lea
- Situl arheologic de la Cornereva
- Parcul Național „Domogled-Valea Cernei”

## Personalități născute aici
- Mariana Drăghicescu (1952 - 1997), cântăreață de muzică populară;
- Florica Vulpeș (n. 1982), sportiv la canoe sprint⁠(d)